# Moyobamba
Moyobamba (fundada como Santiago de los Ocho Valles de Moyobamba el 25 de julio de 1540), es una ciudad peruana, capital del distrito y de la provincia homónimos, ubicada en el Alto Mayo y a la vez capital del departamento de San Martín, pertenece a la macrorregión Norte del Perú.
Está situada a una altitud de 860 m.s.n.m. en la vertiente oriental de la cordillera de los Andes, en el valle del Alto Mayo, una zona de yungas.
Fue la primera ciudad fundada por españoles en la Amazonía peruana. Su población urbana es de alrededor de 52 465 hab. en 2017 con una proyección al 2022 de 88 059 habitantes.
Desde su fundación Moyobamba fue una metrópoli desde donde partían misioneros, soldados y comerciantes a fundar poblaciones en la Amazonía peruana, siendo el principal foco de la exitosa evangelización del actual Oriente Peruano.
El nombre de Santiago de los Ocho Valles de Moyobamba, se debe a los ocho valles de los afluentes del río Mayo: el río Yuracyacu, el río Negro, el río Tónchima, el río Indoche, el río Rumiyacu, el río Gera, el río Huascayacu y el río Juningue.
Su historia destaca por el poblamiento del departamento de Loreto y de las demás áreas del departamento de San Martín por habitantes originarios de la ciudad. 
Moyobamba es conocida como “Ciudad de las Orquídeas”, ya que en sus alrededores se encuentran más de 3500 especies de ellas, es decir el 10 % de las especies descritas en todo el mundo. Esto se ha convertido en una de las fuentes más importantes de turismo de dicha zona por lo que Moyobamba celebra el “Festival de la Orquídea”, a fines de octubre de cada año.

## Historia

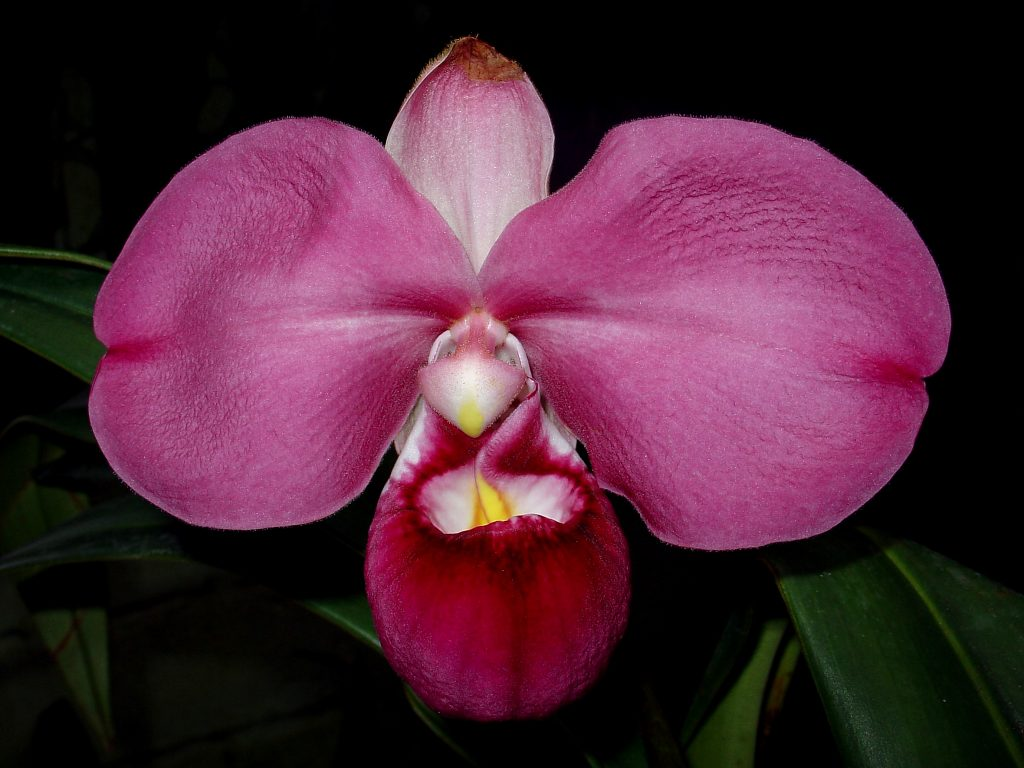
Moyobamba es conocida por albergar en sus afueras una gran variedad de orquídeas nativas, como Phragmipedium peruvianum.

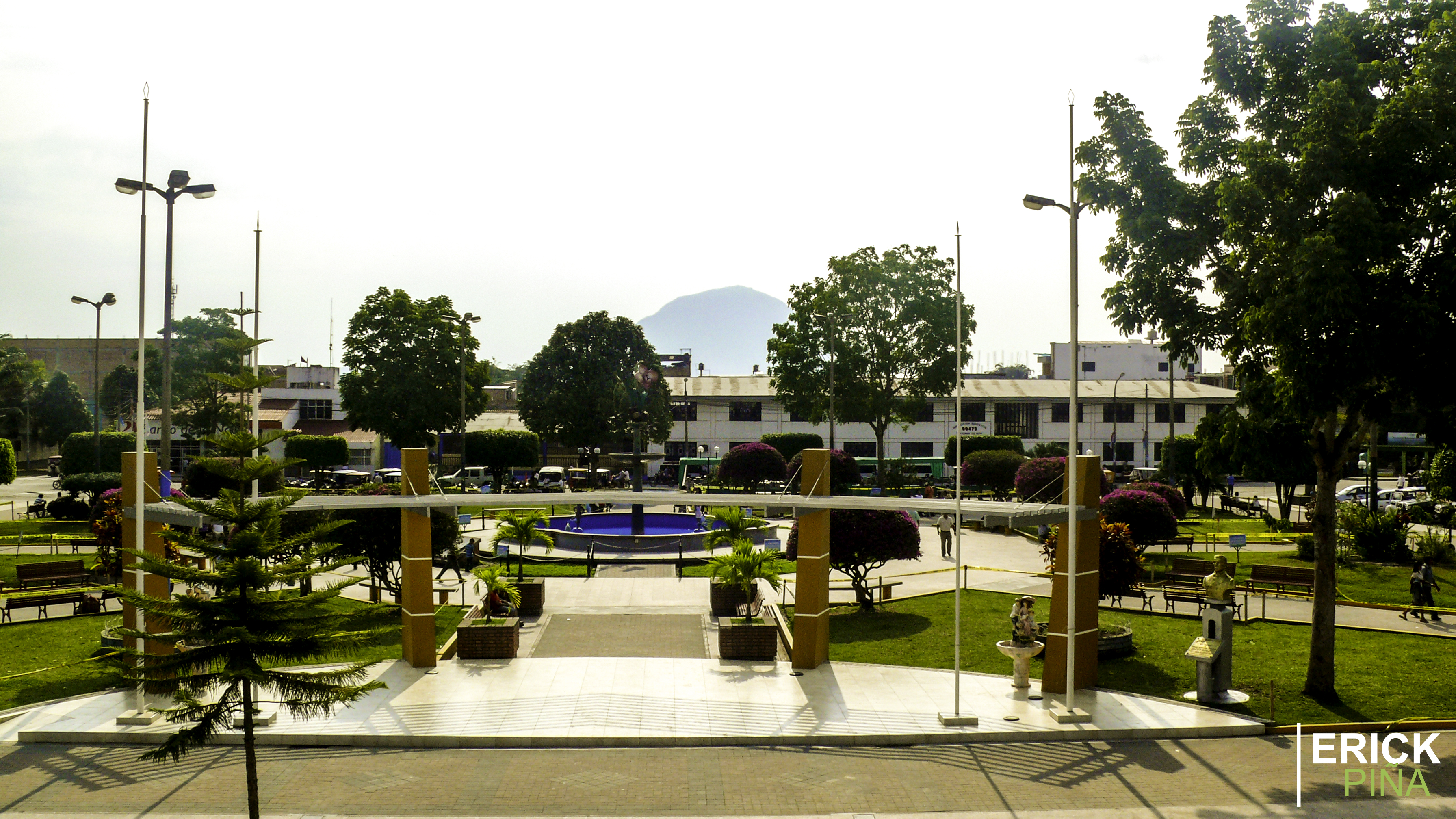
Plaza de Armas de Moyobamba.

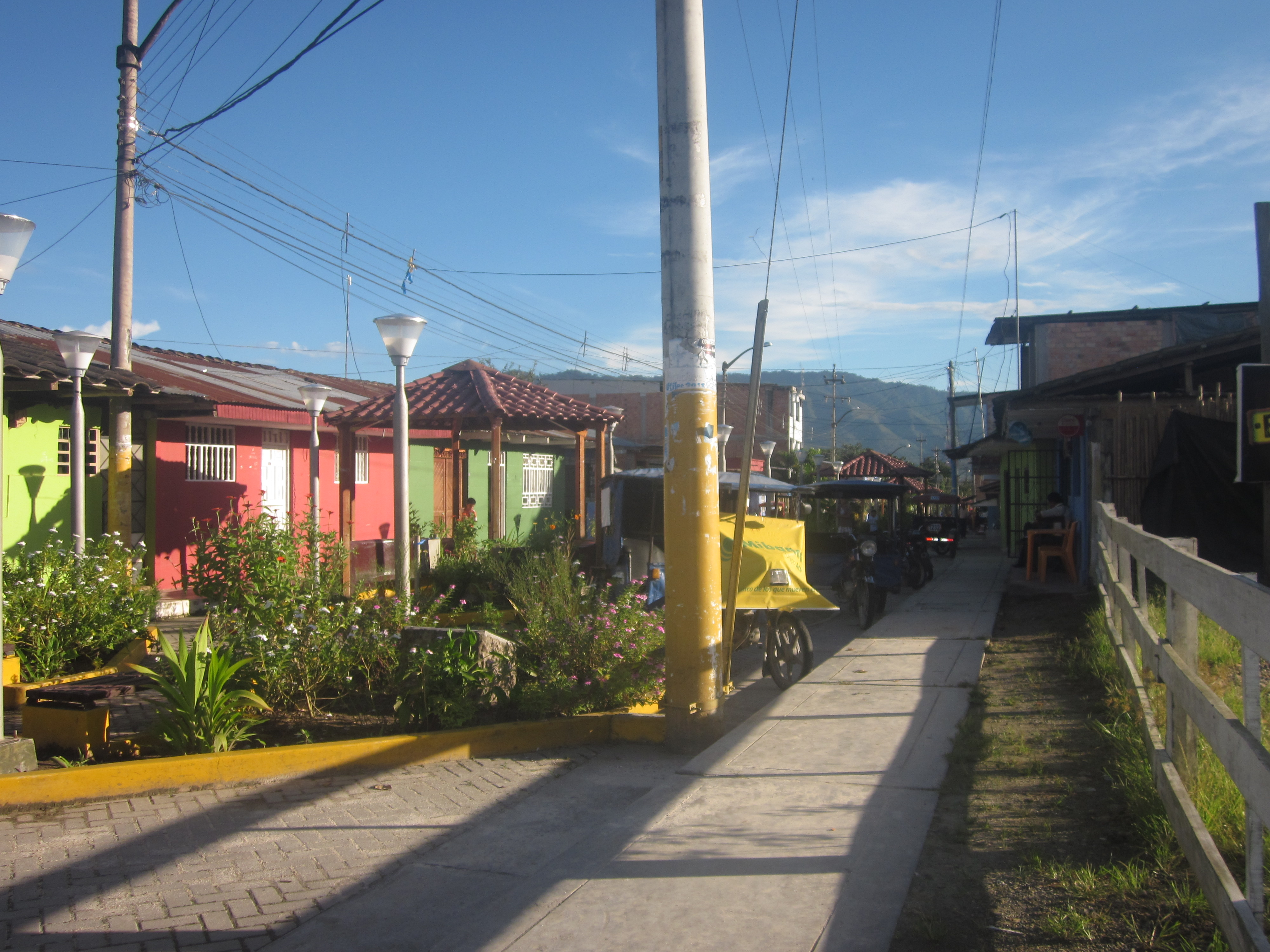
Calle en el "Cercado de Moyobamba", por la zona de las discotecas.

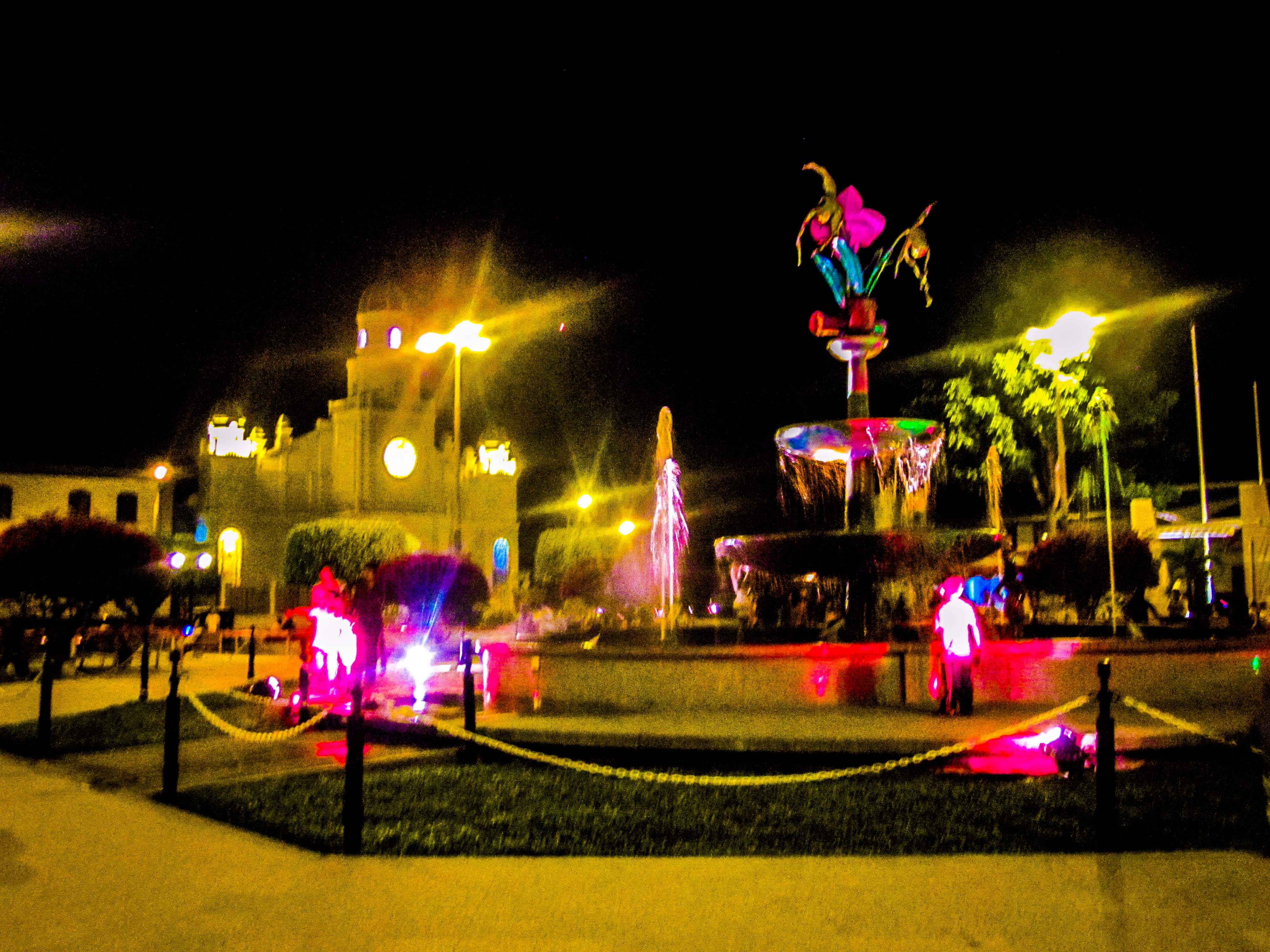
Plaza Mayor de Moyobamba de noche.

En la historia de Moyobamba existe una división tradicional en la que se pueden reconocer cuatro épocas:

### Época Incaica
En el reinado de Yáhuar Huácac (el que llora sangre), se sublevaron los Chanca y los Pocras, al mando de Ancoallo y Astohuanca, en un número de 50 mil y sitiaron el Cuzco, haciendo temblar el gobierno y venciendo al Inca, quien huyó sin organizar la defensa, pero su hijo Wiracocha (príncipe de los sueños), organizó la defensa y los venció persiguiéndolos tenazmente; los fugitivos huyeron hacia la selva norte, pasando por el puente colgante de Apurímac, cortando luego los cables para librarse de sus perseguidores. Llegaron hasta las orillas del río Mayo y se establecieron en la llanura llamada “Muyupampa”, y otros en Lamas, en el sitio que dieron por nombre Ancoallo, cuyo barrio existe hasta la fecha. Posteriormente en el año de 1447 el inca Túpac Yupanqui, mandó a su hijo Huayna Cápac, para que consumase la fundación del reino de los Shikis en el Ecuador, llevando muchos indios llamados por los cusqueños: Sachapuyos (“sacha” bosque, “puyo” nube) y Muyupampas, algunos no quisieron someterse a la dominación huyendo a la región fluvial de Yaravi y Trapiche, formando la tribu de los Mayorunas.

### Época Virreinal
En ésta se llevó a cabo la incursión de los españoles hacia los pueblos de la selva. El capitán Alonso de Alvarado, dirigió una expedición desde Trujillo, hasta Chachapoyas, para de allí fundar Moyobamba, acompañado de 13 soldados entre los cuales estaba Juan Pérez de Guevara. Pero Alvarado no logró cumplir con su objetivo y retornó a Chachapoyas, dejando la fundación de Moyobamba a manos de Juan Pérez de Guevara, cuyo nombre primogénito era Santiago de los Ocho Valles. Durante la colonia fue un punto de convergencia y paso forzoso hacia Quito, fue llamada entonces la metrópoli de Maynas y se convirtió en la base de las misiones colonizadoras de la selva peruana. Por sus disputas entre las misiones jesuitas y franciscanas, el gobierno español sugiere la conveniencia de construir la Comandancia General de Maynas con la capital de Moyobamba. En 1746 la población de Moyobamba fue reubicada 4 km al este desde un sitio llamado Ocsapampa debido a los daños causados por un terremoto. A fines del siglo XVIII la población del área de Moyobamba era predominantemente blanca, a pesar de la resistencia activa del grupo étnico Mayoruna, quienes llevaron a cabo una gran masacre de vecinos españoles en Moyobamba en 1781.

### Época de la emancipación
Don Pedro Pascasio Noriega, por encargo directo del Libertador José de San Martín, inició el levantamiento en Moyobamba, a favor de la independencia, marchando por Cajamarca a Chachapoyas y Moyobamba. En el trayecto don Pascasio comete la infidencia de contar los planes libertarios a un militar español (quien fingió simpatizar con los patriotas al sospechar de su acompañante), a quien le cuenta los detalles y nombres de los sublevados, al llegar a Moyobamba, el español captura a Pascasio quien fue fusilado, junto con los patriotas delatados por el, el 11 de abril de 1821 en la plaza de armas de Moyobamba. Luego sus bienes fueron confiscados, por orden de José Bernardo de Tagle y anuencia de San Martín, a modo de represalia.

### Época republicana

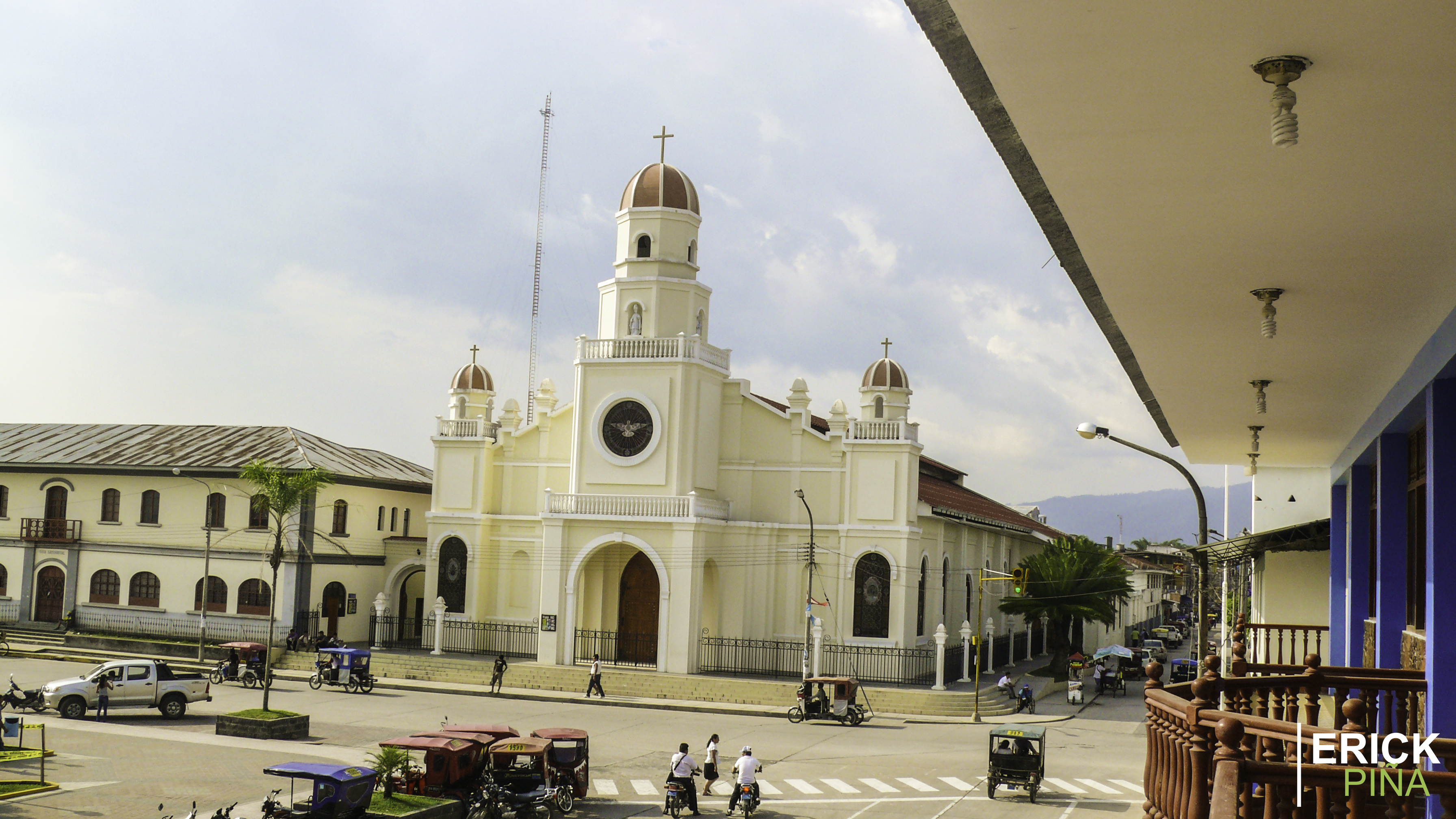
Vista de la Catedral de Moyobamba.

Esta etapa comprende desde la época donde Moyobamba fue nombrada capital del departamento de Loreto, el 7 de enero de 1861. Posteriormente Iquitos reemplaza a Moyobamba como capital el 9 de noviembre de 1897. Tiempo más tarde, el 4 de septiembre de 1906 se crea el departamento de San Martín, designando a la ciudad de Moyobamba como su capital.
A partir de 1830, se instalaron en esta ciudad los consulados de Argentina, Brasilia, Colombia, Francia, Alemania, Inglaterra y los Países Bajos, méritos por los cuales, es considerada como “Cuna de la Cultura del Oriente Peruano”.[cita requerida]
Moyobamba, a lo largo de su trayectoria histórica ha contado con los siguientes méritos:
- Ciudad amazónica peruana fundada por españoles más antigua
- Capital de la Comandancia General de Maynas
- Capital de La Provincia Litoral de Loreto.
- Capital del departamento de San Martín, hasta la actualidad

### Historia contemporánea
Luego del Virreinato, Moyobamba se caracterizó por ser una ciudad de tolerancia, acogida y bienvenida a numerosos grupos minoritarios a lo largo de su historia, entre 1860 y 1870, recibió a varias familias judías askenazis, y en la misma época recibió a un sinnúmero de pobladores denominados “Shilicos”, como se le conocía a los judíos sefardíes que se asentaron previamente en la región andina de Cajamarca y que fueron expulsados por la población y el clero local.
Desde 1853 remanentes de numerosas familias austriacas y alemanas diezmadas por fallidos programas de inmigración en la selva central, arribaron a Moyobamba.
También entre 1860 y 1880, la ciudad y la zona circundante, recibió a numerosos chinos fugitivos o liberados de la esclavitud de la costa peruana, que trajeron consigo el cultivo de arroz a la zona y la adicionaron a la gastronomía.
En 1898, Emilio de Vizcarra se declaró “Jefe supremo de la nación Selvática”, colocando autoridades abusivas a lo largo de Maynas y en el Departamento Marítimo Militar de Loreto. En 1900, la población tanto criolla, extranjera, española y aborigen de Moyobamba se levantó en armas contra los abusos del general Emilio de Vizcarra; el 27 de febrero de 1900, Vizcarra acude a Moyobamba para aplacar los ánimos de la población, pero es asesinado por una mujer del contingente de indios lamistas de apellido Tapullima, dando fin a la sublevación de Vizcarra contra el gobierno peruano de Augusto B. Leguia.
En 1920, arriban a la ciudad ciudadanos de origen armenio y griego huyendo de un genocidio en Turquía[cita requerida], y pobladores italianos que huyen de los efectos de la Primera Guerra Mundial[cita requerida]. En esta misma época llegan los primeros misioneros evangélicos ingleses y sus familias, entre ellas Annie Soper, que se convertirá en un símbolo de caridad y trabajo humanitario cuando una epidemia de disentería y viruela aquejaba a Moyobamba entre 1921 y 1922.
En 1922, la ciudad se convirtió en uno de los centros urbanos de batalla, típico de guerra de guerrillas durante la Revolución de Guillermo Cervantes, enfrentando a militares, sublevados y civiles, causando innumerables bajas.
En las primeras décadas del siglo XX, Moyobamba así como numerosas ciudades y pueblos de la cuenca del río Huallaga, enfrentaron un despoblamiento masivo debido a la fiebre del caucho en la relativamente nueva ciudad de Iquitos, pasando así la ciudad por un período de decadencia cultural, económica y social, donde la población urbana de la ciudad pasó de 44 000 habitantes en 1897 a casi 8000 en 1940.
A finales de 1940, llegan a la ciudad refugiados de la Segunda Guerra Mundial, entre ellos polacos y serbios[cita requerida]; asimismo llegan pobladores de origen japonés asentados en Lima, luego que se desataran ataques y una política contra ellos por la unión del Perú a los Aliados en la Segunda Guerra Mundial.
Entre 1967 y 1968, Moyobamba es interconectada por vía terrestre con el resto de la nación, mediante la actual carretera Fernando Belaúnde Terry.
En la década de 1970, Moyobamba recibe un gran número de refugiados de antiguos hacendados europeos y mestizos de la cuenca del río Huallaga como del departamento de Amazonas que pierden sus posesiones territoriales debido a la Reforma Agraria del entonces presidente Juan Velasco Alvarado; posteriormente arriba a la ciudad un fluido número de migrantes de la costa y de los Andes, especialmente de la zona norte.
Desde 1987, debido a la grave espiral de violencia que se vive en otras zonas del país, y ante la cual Moyobamba queda casi inmune, varios contingentes de desplazados llegan a la ciudad; atiborrada de ellos y con pocos proyectos habitacionales para acogerlos, la densidad urbana y el hacinamiento se disparan, generándose problemas de abastecimiento que afortunadamente no llegaron a desembocar en conflictos sociales.
El 29 de mayo de 1990, un sismo de magnitud 6.9 sorprende a la ciudad, poco preparada para eventos telúricos de intensidad, dejando 17 muertos, 180 heridos y 12 000 damnificados; asimismo la destrucción de numerosos edificios de valor arquitectónico, incluidas la catedral católica de Santiago Apóstol, las iglesias de Sagrado Corazón y la de Zaragoza, edificios públicos administrativos, centros educativos y daños a los sistemas de energía eléctrica y agua potable; en algunas zonas se evidenció el fenómeno de licuefacción.
El 4 de abril de 1991, dos nuevos fuertes terremotos, dejan 11 fallecidos, 156 heridos y 20 000 damnificados, el derrumbe de más edificios emblemáticos y daño irreparable a la arquitectura de la ciudad.
El 10 de enero de 1993, la ciudad es por primera vez en su historia asediada de manera feroz por aproximadamente 1000 terroristas del grupo armado Movimiento Revolucionario Túpac Amaru (MRTA), con el uso de armas de guerra, incluidas ametralladoras y morteros, cargas de dinamita, y autos bomba, que bloquearon cinco accesos de la ciudad, y se enfrentaron en distintos barrios contra las Fuerzas Armadas Peruanas y elementos de la Policía Nacional; durante el evento fallecieron 9 policías, más de 6 terroristas (algunas fuentes mencionan hasta 30), 2 soldados de la Base Militar de Rioja, 4 soldados del destacamento de Tarapoto, y dos soldados de Infantería de Moyobamba, además de indeterminado número de civiles, incluidos dos varones tras la explosión de una agencia bancaria del Banco de Crédito del Perú, y una mujer que se refugiaba tras un muro en la zona sur de la ciudad. Decenas de personas quedaron heridas. Varias agencias bancarias, además de centros comerciales e instituciones públicas quedaron dinamitadas.
En 1998, se llevaron a cabo los últimos estragos del terrorismo en la zona, esta vez con atentados dirigidos contra torres de alta tensión y subestaciones de energía eléctrica que dejaron la ciudad sin servicio eléctrico en múltiples oportunidades.
Entre 1999 y el año 2000, la ciudad se enfrentó a una política de traslado de actividades administrativas y gubernamentales hacia Tarapoto, 80 km al SE; situación que concluyó en un conflicto social con alborotos que dejaron una víctima mortal, varios heridos, pérdidas económicas, destrucción del local del Gobierno Regional en Moyobamba, saqueos, bloqueo de carreteras, y ante el riesgo de desmembramiento de la región en entidades independientes una de la otra; la situación se resolvería en el año 2006 con el retorno de las sedes de entidades estatales a la ciudad.[cita requerida]

## Demografía
La Provincia de Moyobamba tiene una población de característica mixta, siendo la mayor parte de su población mestiza (local e inmigrante) y de origen ibérico (españoles). Moyobamba posee una importante parte de población de orígenes indígenas (awajún, quechuas, jeberos), asimismo descendientes y elementos portugueses, alemanes, croatas, chinos, polacos, se han integrado a la sociedad creando una singular y rica cultura local, siendo una de las  capitales regionales con la mayor diversidad étnica y étnico-religiosa del país.  Para agosto de 2017, hasta un aproximado de 1,500 refugiados venezolanos y haitianos se han instalado en la ciudad. La singular variedad étnica de la ciudad ha creado una cultura local rica en gastronomía y cultura. Los asiáticos trajeron consigo la masificación del arroz, los brasileros la popular "farinha" además de las populares "rosquitas", los italianos la popularidad de las uvas, los alemanes las tortillas y  sirios-libaneses la popularidad del yogur y el queso. 
| Etnia | 1870  | 1940 | 1961 | 1972  | 1981  | 1989  | 1993  | 2005  | 2023                                       |
| --- | ----- | ---- | ---- | ----- | ----- | ----- | ----- | ----- | ------------------------------------------ |
| Mestizos | 8000  | 3692 | 4793 | 6843  | 10191 | 16775 | 18724 | 29973 | 69674                                      |
| Españoles y descendientes                                                                                        | 17000 | 1884 | 1652 | 1262  | 1176  | 923   | 885   | 787   | 696                                        |
| Amerindios Amazónicos (Awajún, Shawi, otros)                                                                     | 1000  | 1119 | 1289 | 1346  | 1925  | 2847  | 2925  | 5627  | 4077                                       |
| Amerindios Andinos (Quechuas, otros)                                                                             | 1000  | 383  | 444  | 529   | 876   | 1997  | 2432  | 5096  | 289                                        |
| Otras comunidades antiguas (Alemanes, Armenios, Griegos, Italianos, Serbio-croatas, Sirio-Libaneses, Palestinos) | 1400  | 1000 | 904  | 1222  | 1283  | 1054  | 846   | 792   | 380 (probablemente cientos más asimilados) |
| Comunidad asiática (chinos, japoneses).                                                                          | 200   | 500  | 432  | 527   | 514   | 426   | 331   | 305   | 370                                        |
| Comunidad judía (mayoría son actualmente cristianos).                                                            | 0     | 172  | 160  | 219   | 243   | 250   | 216   | 224   | 270 (probablemente cientos más asimilados) |
| Afroperuanos | 0     | 74   | 77   | 129   | 142   | 134   | 127   | 133   | 250                                        |
| Otros (EEUU, Brasil, Colombia, Haití, Bélgica).                                                                  | 300   | 34   | 27   | 98    | 152   | 213   | 179   | 444   | 775                                        |
| Migrantes venezolanos                                                                                            | 0     | 0    | 0    | 0     | 0     | 0     | 0     | 0     | 897                                        |
| Total | 28900 | 8858 | 9778 | 12175 | 16802 | 24819 | 26765 | 42481 | 77678                                      |

- Mestizos: Población resultante de la mezcla de amerindio con español.
- Españoles: Moyobamba, es la ciudad peruana de la Selva con una fuerte presencia española en su población, en este grupo se adiciona a los criollos, descendientes directos de colonizadores españoles
- Amerindios: Se engloba a las poblaciones nativas que viven en la ciudad, incluyen en un 65% de origen awajun y 25% de origen Quechua, se tienen algunos pequeños grupos de Chayahuitas, Huamisa, entre otros.
- Caucásicos: Se incluyen a ciudadanos de origen y descendientes de italianos, alemanes, serbios, polacos, austríacos, ingleses y franceses, se encuentran también pequeños grupos de ascendencia armenia, griega, croata y sirio-libanés-palestino. Al menos 03 alcaldes de Moyobamba tuvieron orígenes sirio-libanés.
- Asiáticos:  Son los descendientes y ciudadanos de origen principalmente chino de Shandong y Fujian, asimismo un pequeño grupo de origen japonés, especialmente de los esclavos asiáticos que huyeron de la costa peruana en 1944.
- Otros:  Asimismo a una pequeña comunidad afro-peruana y refugiados Haitianos. Acá también se engloba a una presencia de colombianos, venezolanos y chilenos que aumentó considerablemente en los últimos años.

## Religión
- Cristianismo Católico                63%
- Cristianismo Protestante           19%
- Agnosticismo  / Ateísmo            12%
- Cristianismo Ortodoxo                4%
- Bahá'í, Animismo, Islam, Otros      2%

Moyobamba, es después de Lima y Trujillo la ciudad con mayor proporción de ateos y agnósticos a nivel nacional, asimismo es después de Lima, La religión mayoritaria es el cristianismo, coexisten con algunos. Se evidencia una elevada proporción de ateos y personas que practican el chamanismo. Cabe destacar que más de la mitad del contingente de cristianos protestantes luteranos evangélicos son inmigrantes de los Andes, además existe una minúscula comunidad cristiana ortodoxa de  rito armenio y griego que celebran la Navidad el 6 y 7 de enero respectivamente.[cita requerida]

## Línea de Tiempo
- En 1400-1490, la zona de Moyobamba fue centro de enfrentamientos de tribus locales contra la expansión Chachapuyas y posteriormente Inca.
- El 25 de julio de 1540, se funda la ciudad de Moyobamba con el nombre de “Santiago de los Ocho Valles”.
- 1802: Un gran incendio destruye la Catedral de Moyobamba.
- El 19 de agosto de 1821, se realiza la Proclamación de la Independencia en Moyobamba, la ciudad mediante el principio de la "Autodeterminación de los pueblos" se adhiere a la República del Perú, contra los deseos de algunos políticos de unirse a la que fuese la "Gran Colombia".
- El 25 de septiembre de 1822, conflicto civil en Moyobamba por la llegada de remanentes armados de la Corona de España, muchos muertos, fusilados, incendios y destrucción del Palacio de Sánchez Rangel; el teniente árabe-ecuatoriano Damián Najar con el apoyo de la población toman finalmente el control político de la ciudad, eliminando finalmente a las fuerzas españolas.
- El 20 de mayo de 1842, las autoridades de Moyobamba declaran su deseo de seguir formando parte del Perú, oponiéndose de este modo las pretensiones de Ecuador sobre los territorios de Maynas.
- El 04 de julio de 1857, Se desmembra el Departamento de Amazonas, heredera de la Comandancia de Maynas, dividiéndose entre Amazonas y la provincia Litoral de Loreto, Moyobamba es declarada capital de esta última.
- En el año de 1859 el sabio Antonio Raimondi visitó por primera vez Moyobamba, luego de diez años (1869) volvió a visitarla.
- El 7 de enero de 1861, la provincia litoral de Loreto, es reconocida como Departamento Marítimo Militar, teniendo como capital a Moyobamba.
- El 7 de febrero de 1866, el presidente don Mariano Ignacio Prado, crea el departamento de Loreto, teniendo como provincias Moyobamba, Huallaga, Alto Amazonas y Bajo Amazonas.
- El 25 de mayo de 1880, el guardia marino moyobambino Emilio San Martín Peña, muere en acción heroica, en el Combate del Callao, a bordo de la nave Independencia.
- 1896: Insurrección en todo Loreto, debido al abandono de las autoridades peruanas; muchos muertos y enfrentamientos.
- El 9 de noviembre de 1897, como consecuencia de la insurrección de Loreto, Iquitos reemplaza a Moyobamba como capital del departamento de Loreto, en plena fiebre del caucho. Loreto pasa a denominarse Estado Federal de Loreto, con fines independentistas.
- 1889: Se funda el primer Colegio Nacional en la Amazonía: Colegio "San José", hoy Serafín Filomeno.
- El 22 de mayo de 1899, los coroneles Eduardo Jessup y Emilio Vizcarra con fuerzas militares toman al Estado Federal de Loreto, y tras un masivo conflicto logran nuevamente su subordinación a Perú, sin embargo una vez acantonadas las fuerzas de Vizcarra, forman una contrarrevolución, creando un nuevo estado soberano "La nación selvática", no reconocida en aquel momento por otro Estado. Los abusos y excesos contra los civiles del nuevo país hicieron que la población se subleve contra las nuevas autoridades.
- El 27 de febrero de 1900, Vizcarra es asesinado en Moyobamba tras una revuelta civil; muerto Vizcarra, la región vuelve a integrarse a la República del Perú.
- El 4 de setiembre de 1906, se crea el departamento de San Martín; siendo designada como capital a la ciudad de Moyobamba.
- 29 de Mayo 1990 - 04 de Abril de 1991: Los sismos más fuertes desde su fundación. Un total de 03 terremotos en un período de 11 meses, y cientos de réplicas destruyen mucha de la valiosa infraestructura histórica de la ciudad. Las mansiones con balcones, techos de tejas rojas con patios internos y azulejos desparecen.
- Enero 1993: Moyobamba experimenta por primera vez dos graves atentados terroristas a mando del MRTA, que ocasionan muchas víctimas (10 civiles, 14 policías y 04 terroristas), son dinamitadas agencias bancarias, sedes policiales y la oficina de Telecomunicaciones, así como torres de alta tensión de energía eléctrica. A las afueras del Este de la ciudad (Pabloyacu-Marona) un enfrentamiento entre militares y policías contra subversivos deja 21 muertos.
- El 24 de junio de 2017, ingresó al Libro Guinness de récords mundiales, como el baile folclórico peruano más grande del mundo (La pandilla)

## Toponimia
El origen del nombre de la ciudad de Moyobamba proviene de las conjunciones quechuas “Muyu” que literalmente significa “circular” y “Pampa” que significa “llanura”, siendo un nombre acuñado mucho antes de su fundación española por parte de las tribus amazónicas locales. Con la huida de los Pocras y Chancas del dominio incaico, se logra el poblamiento en estos lugares y crean diferentes asientos a lo largo de las principales ciudades de la Región San Martín.
Tras su fundación española el 25 de julio de 1540, la ciudad era bautizada como “Santiago de los Ocho Valles de Moyobamba”, y en sí, el término conjugado “Moyobamba” hace referencia a la meseta circular de arcilla rojiza en la cual se levanta el área de la ciudad.

## Barrios
La ciudad de Moyobamba tiene cuatro barrios tradicionales bien definidos: Zaragoza, Lluyllucucha, Calvario y Recodo o Belén, cada uno con sus sectores. Cada barrio tiene su historia:
- Barrio de Calvario: según viejos relatos lleva el nombre de Calvario debido a que en ese lugar durante la colonia había una laguna al final de la ciudad con una piedra en el centro donde castigaban a los sentenciados a muerte. Para trasladarlos a dicho lugar tenían que pasar por este barrio y la gente exclamaba: “Lo llevan a su calvario”.

- Barrio de Zaragoza: el nombre de este barrio se da en honor a la ciudad española de Zaragoza (capital de Aragón), pues los españoles ponían nombres en remembranza a su patria grande: España. En los pueblos conquistados los españoles dejaron huellas adjudicando nombres de ciudades de su país; el nombre del Barrio de Zaragoza es uno de esos casos.

El comentario popular se dice que[¿quién?] este barrio era el lugar preferido donde establecían los conquistadores españoles y en cierta oportunidad una hermosa señorita de nombre “Sara” se divertía alegremente y un enamorado galán español le lanza un piropo manifestándole: “Sarita, que bien gozas” y de allí el nombre de “Zaragoza”. En realidad el nombre deriva del latín “Cesárea Augusta” ya que se fundó la actual ciudad de Zaragoza (España) en honor del César Augusto, emperador romano.
- Barrio de Lluyllucucha: es una palabra que proviene de dos voces quechuas: “Lluyllu”, que significa venado, y “Cucha”, que significa cocha o laguna; de allí el nombre que quiere decir laguna donde bebe el venado.

Por relatos históricos se conoce que este sector era una inmensa montaña con grandes árboles y tupida vegetación en la que no había presencia de grupos humanos, solamente animales salvajes, especialmente los venados que saciaban su sed en una laguna.
- Barrio de Belén o Recodo: su nombre proviene de codo o ángulo que formaban los caminos de herradura a la ciudad de Rioja. En este barrio se formó un sector llamado Recodillo, debido a un barranco que cortaba la calle “25 de mayo”(Localmente: Jirón 25 de mayo) y en la actualidad el barrio es más conocido como Belén, debido a que se encontró la cabeza de una estatua de la Virgen María en día de Navidad.

## Geografía
Moyobamba se encuentra emplazada en la región Amazónica nororiental del Perú, sobre un amplio valle denominado Alto Mayo. A los flancos este y oeste del Valle se levantan cadenas montañosas amazónicas que permiten a la ciudad tener unos de los climas más agradables de toda la selva Peruana a pesar de estar próxima a la línea ecuatorial del planeta. Su ubicación geográfica hace que la humedad sea elevada y que las precipitaciones cíclicas sean vitales para el resto de la región debido a que el proceso de masivo de deforestación alteró los microclimas y las cuencas hídricas.
La ciudad al igual que todo el Departamento de San Martín y en general de todo el Perú se encuentra en una zona sísmica activa. Sucesivos terremotos han dañado Moyobamba, Rioja, Tarapoto, Lamas, Saposoa, Juanjuí y Tocache en varias ocasiones, siendo los más representativos los de 1746, 1879, 1906, 1928, 1945, 1954, 1968, 1972, 1990, 1991 y en el 2005. A comparación de las demás zonas de la región, Moyobamba sufre inundaciones de poca intensidad, debido a su disposición geográfica que varía desde una meseta arcillosa donde se emplaza el casco antiguo hasta las zonas planas elevadas y rocosas donde se expande la ciudad.
|                          | Norte: Distrito de Yantalo |              |
| Oeste: Distrito de Rioja |                            | Este: Marona |
| Suroeste: Indañe         | Sur: Distrito de Jepelacio |              |

### Clima
Moyobamba posee un clima tropical de sabana lluviosa, semicálida y húmeda, la temperatura varía entre 14 °C (mínima) y 30 °C (máxima), siendo 22 °C como temperatura promedio durante todo el año. En algunas noches en Moyobamba hace más frío.
Temperaturas récord de Moyobamba: 14 °C de mínima y 30 °C de máxima.
| Parámetros climáticos promedio de Moyobamba | Parámetros climáticos promedio de Moyobamba | Parámetros climáticos promedio de Moyobamba | Parámetros climáticos promedio de Moyobamba | Parámetros climáticos promedio de Moyobamba | Parámetros climáticos promedio de Moyobamba | Parámetros climáticos promedio de Moyobamba | Parámetros climáticos promedio de Moyobamba | Parámetros climáticos promedio de Moyobamba | Parámetros climáticos promedio de Moyobamba | Parámetros climáticos promedio de Moyobamba | Parámetros climáticos promedio de Moyobamba | Parámetros climáticos promedio de Moyobamba | Parámetros climáticos promedio de Moyobamba |
| Mes                                         | Ene.                                        | Feb.                                        | Mar.                                        | Abr.                                        | May.                                        | Jun.                                        | Jul.                                        | Ago.                                        | Sep.                                        | Oct.                                        | Nov.                                        | Dic.                                        | Anual                                       |
| ------------------------------------------- | ------------------------------------------- | ------------------------------------------- | ------------------------------------------- | ------------------------------------------- | ------------------------------------------- | ------------------------------------------- | ------------------------------------------- | ------------------------------------------- | ------------------------------------------- | ------------------------------------------- | ------------------------------------------- | ------------------------------------------- | ------------------------------------------- |
| Temp. máx. media (°C)                       | 28                                          | 28                                          | 28                                          | 28                                          | 28                                          | 28                                          | 28                                          | 29                                          | 29                                          | 29                                          | 29                                          | 29                                          | 28.4                                        |
| Temp. media (°C)                            | 22.2                                        | 22.7                                        | 22.9                                        | 22.9                                        | 23.2                                        | 22.6                                        | 22.5                                        | 21.4                                        | 22.6                                        | 23.1                                        | 23.3                                        | 24.4                                        | 22.8                                        |
| Temp. mín. media (°C)                       | 17                                          | 18                                          | 18                                          | 17                                          | 17                                          | 16                                          | 16                                          | 16                                          | 16                                          | 17                                          | 18                                          | 18                                          | 17                                          |
| Precipitación total (mm)                    | 178                                         | 195                                         | 262                                         | 219                                         | 175                                         | 136                                         | 112                                         | 104                                         | 130                                         | 177                                         | 180                                         | 179                                         | 2047                                        |
| Fuente n.º 1: The Weather Network           |                                             |                                             |                                             |                                             |                                             |                                             |                                             |                                             |                                             |                                             |                                             |                                             |                                             |
| Fuente n.º 2: climate-data.org              |                                             |                                             |                                             |                                             |                                             |                                             |                                             |                                             |                                             |                                             |                                             |                                             |                                             |

## Cuestiones ambientales
La gestión ambiental de la ciudad se ha enfrentado a la acumulación de basura en varios puntos de la ciudad, y generando una notable contaminación visual y de suelo. El resultado es un serio golpe a la ética ambiental, siendo esta la que proporciona un perfil de ciudad ecológica. El problema ocurre generalmente en los asentamientos humanos informales y mercados como el de Ayaymaman. En las zonas céntricas, algunas personas botan basura al suelo sin preocupación aparente a pesar de que existe una ley que lo prohíbe. En otros casos menores, parecen ignorar los cubos, que están cerca a su alcance, y botan la basura al suelo de todos modos. En los mercados, la presencia de vertidos ilegales es otro problema.
El gobierno y varias organizaciones ambientales en Moyobamba iniciaron la difusión sobre educación ambiental en los ciudadanos y obtuvieron resultados gradualmente provechosos de ligero impacto. Sin embargo, la basura (generalmente amontonada en montículos) aún aparece en varios puntos de la ciudad, debido a la falta de cultura ambiental en la mayoría de los ciudadanos.
La contaminación sonora provocada por su ruidoso transporte público también afecta seriamente a la ciudad, y siempre ha sido tolerada ignorando las alarmas a pesar de cobrar gran intensidad en los últimos años. El frenético ruido urbano de hasta 115 decibelios sobrepasan el nivel deseable (50 dB) indicado por la Organización Mundial de la Salud y, por lo tanto, convierte a Moyobamba en la ciudad más ruidosa de San Martín.

## Patrimonio

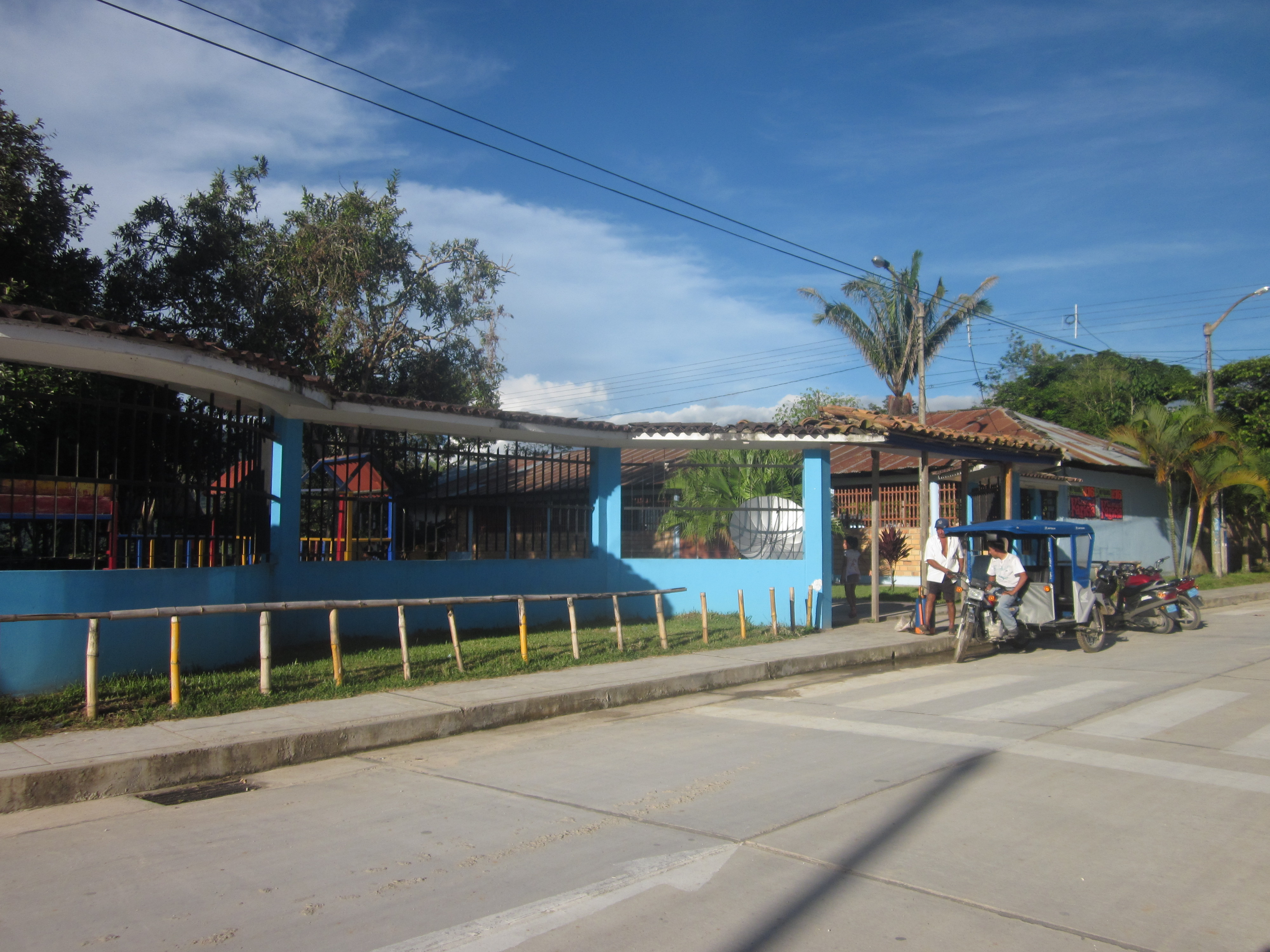
Una de las puntas en la ciudad de Moyobamba.

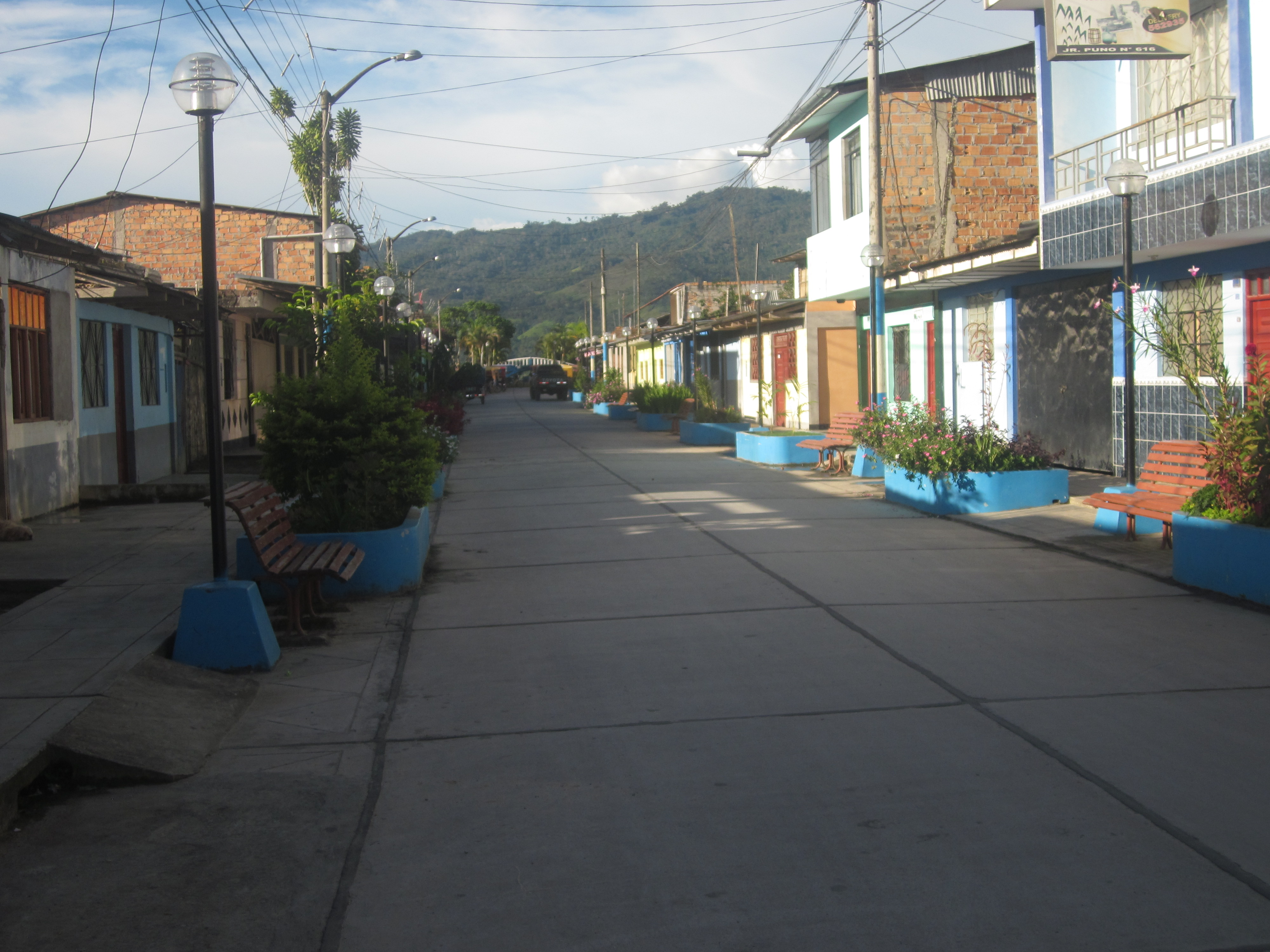
Entrada a la Punta de Tahuisco de Moyobamba.

- Las Puntas: el desnivel en que se encuentra Moyobamba (96 metros sobre el nivel del Río Mayo) permite la existencia natural de varias terminaciones de calles en lugares altos en los que se puede apreciar idílicos paisajes, los cuales llevan el nombre de Puntas. Entre las que destacan: Punta de Tahuishco, Punta de San Juan, Punta de Doñe y Punta de Fachín.
- Cataratas del Gera: ubicadas a sólo 1 hora de la ciudad de Moyobamba en el distrito de Jepelacio, húmedo, tropical, a una altitud de 1.025 m s. n. m.; esa catarata cuenta con tres impresionantes caídas de agua, desde una altura de 120 metros, aguas cristalinas que discurren del río Gera, en un lecho rocoso en medio de una abundante vegetación con especies de madera, plantas propias de la zona, orquídeas y bromelias. Estas cataratas cumplen un papel importante en el turismo y está consideradas como uno de los recursos naturales másn bellos del Perú.
- Cataratas de Lahuarpía: en las colinas del centro poblado Lahuarpía a 25 km desde la ciudad de Moyobamba a una altitud de 800 m s. n. m. Sus aguas provienen de la quebrada de Plantanoyacu. Las cataratas están conformadas por cuatro caídas de aguas, encontrándose a la primera a unos 15 metros de camino a pie. Las caídas de las aguas al precipitarse generan un espectáculo agradable a la vista. La caída de estas aguas variará de entre 30 a 50 metros.

- Morro de Calzada: ubicado a 8 km de la ciudad de Moyobamba, el morro de Calzada es un imponente y enorme cerro apartado de la cadena montañosa de la cordillera oriental, a una altitud aproximada de 600 metros sobre el nivel del valle. Es un mirador panorámico natural de 360 grados, de morfología piramidal de conformaciones calcáreas, con un clima de bosque húmedo nubloso, con temperaturas templadas por el día y frías en las noches, cuenta con un ecosistema propio, variada en flora, fauna y clima según la altitud. Para llegar hacia la cima, se accede por un camino de herradura de fácil acceso rodeado de una boscosa vegetación y un paraje impresionante e imponente, igualmente se puede apreciar vertientes de agua que emergen del área del morro. El morro de Calzada puede ser apreciado desde la ciudad de Moyobamba.
- Baños Termales de San Mateo: a 5 km de la ciudad de Moyobamba a una altitud de 945 m s. n. m.; aguas termales con una temperatura de agua que oscila entre 32 a 42 °C, aguas cristalinas minerales con propiedades terapéuticas.

- Baños Sulfurosos de Oromina: a 8 km de la ciudad de Moyobamba en las faldas del cerro del mismo nombre. Están formados por dos pozas naturales de aguas sulfurosas que emergen del subsuelo. Son conocidos por sus propiedades terapéuticas y curativas, en especial para las enfermedades de la piel y del sistema digestivo. A 200 metros de las pozas es posible disfrutar de las aguas de la cascada de Asnacyacu.
- Cataratas de Paccha:  A 19 km de Moyobamba, ubicado en el centro poblado Nuevo San Miguel-Distrito de Jepelacio, tiene una belleza singular y un pintoresco paisaje, estas cataratas están conformadas por varias caídas de agua que forman una suerte de piscinas ideales para bañarse.
- Orquideario wakanki: Es un Reserva Privada, ubicada a 3 km de Moyobamba en la Región de San Martín, junto a la quebrada Mishquiyaquillo y contiene una gran variedad biológica y facilidades para la observación de aves. Está ubicada a una altitud de 980 metros y siguiendo la trocha de Misquiyaquillo, es posible llegar a los 1.200 m s. n. m. .

## Santo patrono
El Santo patrono de Moyobamba es Santiago Apóstol.

## Costumbres Moyobambinas
- Carnaval Moyobambino De cabezones, patotas y colores.
- Semana Santa: Moyobamba se caracteriza por ser una ciudad muy religiosa, celebrando con mucho fervor la Semana Santa que se realiza en el mes de abril con la práctica de ceremonias religiosas como Misas, Velaciones, Procesiones, etc.

- Corpus Christi: Festividad que se celebra en el mes de mayo en la cual el pueblo por tradición se congrega en la plaza principal de la ciudad, para participar en actividades religiosas, tómbolas, vendimias de comidas y bebidas tradicionales ofrecidas por vecinos, agrupaciones o clubes, los mismos que ponen todo el esmero del caso para ofrecer lo mejor.

- Semana Turística:  Celebración institucionalizada desde hace muchos años y que se celebra del 23 al 30 de junio de todos los años, donde se desarrollan actividades culturales, sociales, costumbristas como elección de Reinas de Belleza, fiestas sociales y costumbristas, arreglo de la ciudad con ornamentas, tours a lugares turísticos, velaciones, concursos festivales, corsos y otras actividades interesantes que hacen que los turistas y lugareños gocen a plenitud de una celebración selvática con los detalles de la región, con alegría y amistad que los Moyobambinos saben brindar. En la mayoría de estos días se estila comer los típicos Juanes en todas sus variedades y saborear la diversidad de bebidas regionales.

- Patrón Santiago y Aniversario de Moyobamba: Fiesta popular y patronal de la ciudad de Moyobamba que se celebra el 25 de julio de todos los años. Al igual que la Fiesta de San Juan, la fiesta de Patrón de Santiago está llena de folklore y tradición, donde están presente las comidas típicas como los juanes, las bebidas como la chicha de harina de trigo, las pandillas y el corte de humishas, así también como la quema de fuegos artificiales, velaciones y procesión.

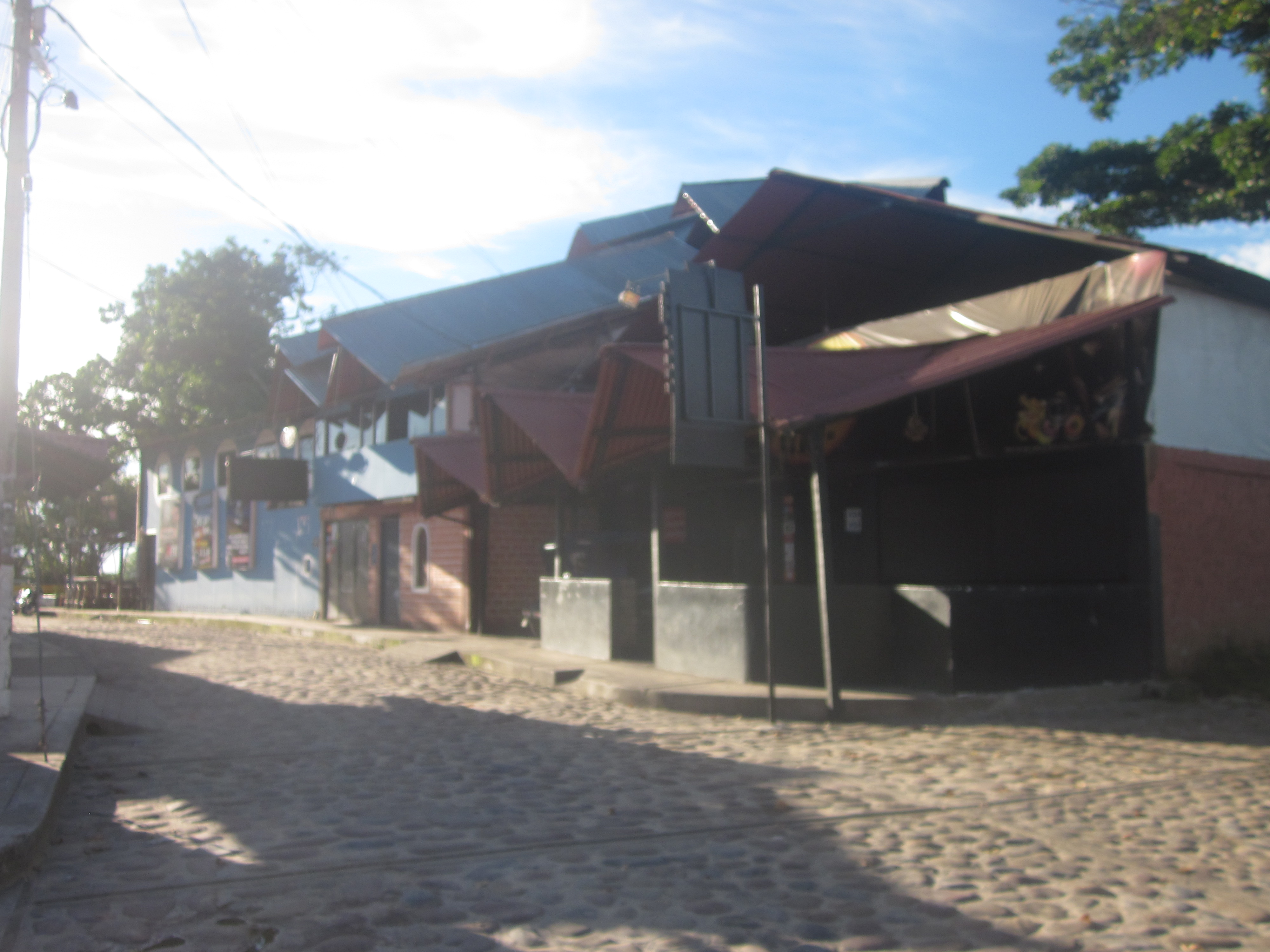
Bulevar 110 y el padrino, ubicado por la punta de Tahuishco, centro de diversión Moyobambina.

- Festival de la Orquídea: Festividad que se realiza la primera semana del mes de noviembre (1 y 4), donde además de exponer la gran variedad de orquídeas, con que cuenta esta parte del País, se realizan paralelamente eventos de carácter científico como charlas, seminarios, que están a cargo de personas autoridades en esta materia.
- Festival de libro: Festividad que se realiza en el mes de noviembre, donde se expone diversos textos amazónicos, nacionales e internacionales.Cuenta con la participación de ilustres escritores y expositores.

## Danzas y bailes típicos
- La Pandilla: danza costumbrista de la región y a la vez representativa, bailada principalmente en las fiestas de San Juan y San Pedro.
- La Cuadrilla: baile tradicional bailado al iniciar una fiesta en la antigüedad.
- Danza de la Izana: representada el tributo que ofrecen los pobladores a la Cañabrava cuyo material se emplea para la construcción de casas, cercos, etc.

## Gastronomía
- Juane de arroz: hecho a base de arroz, huevo, carne (chancho/gallina), aderezos propios de la región, la envoltura es hecha a base de bijao, amarrado con soga de plátano llamado cacpa.
- Juane de chonta: a base de maní y maíz molido, chonta (yuca), huevo, paiche (pescado de la zona) y condimentos con la misma envoltura de los otros juanes (existen dos tipos, uno juane de vela y el otro es juane de yuca o sea de la parte dura de la chonta).
- Juane de yuca: a base de yuca molida, pescado o carne de chancho con culantro, shuca culantro, ajos y demás condimentos, su envoltura es igual al de los otros juanes
- Avispa juane: a base de arroz, carne molida, huevos y carne de gallina.
- Tacacho con cecina: plátano verde asado y machacado y cecina de chancho.
- Poroto Shirumbe: patitas de chancho, frijol, yuca, arroz y sus condimentos al gusto.
- Chicha de higo: bebida hecha con higo y demás.

## Economía

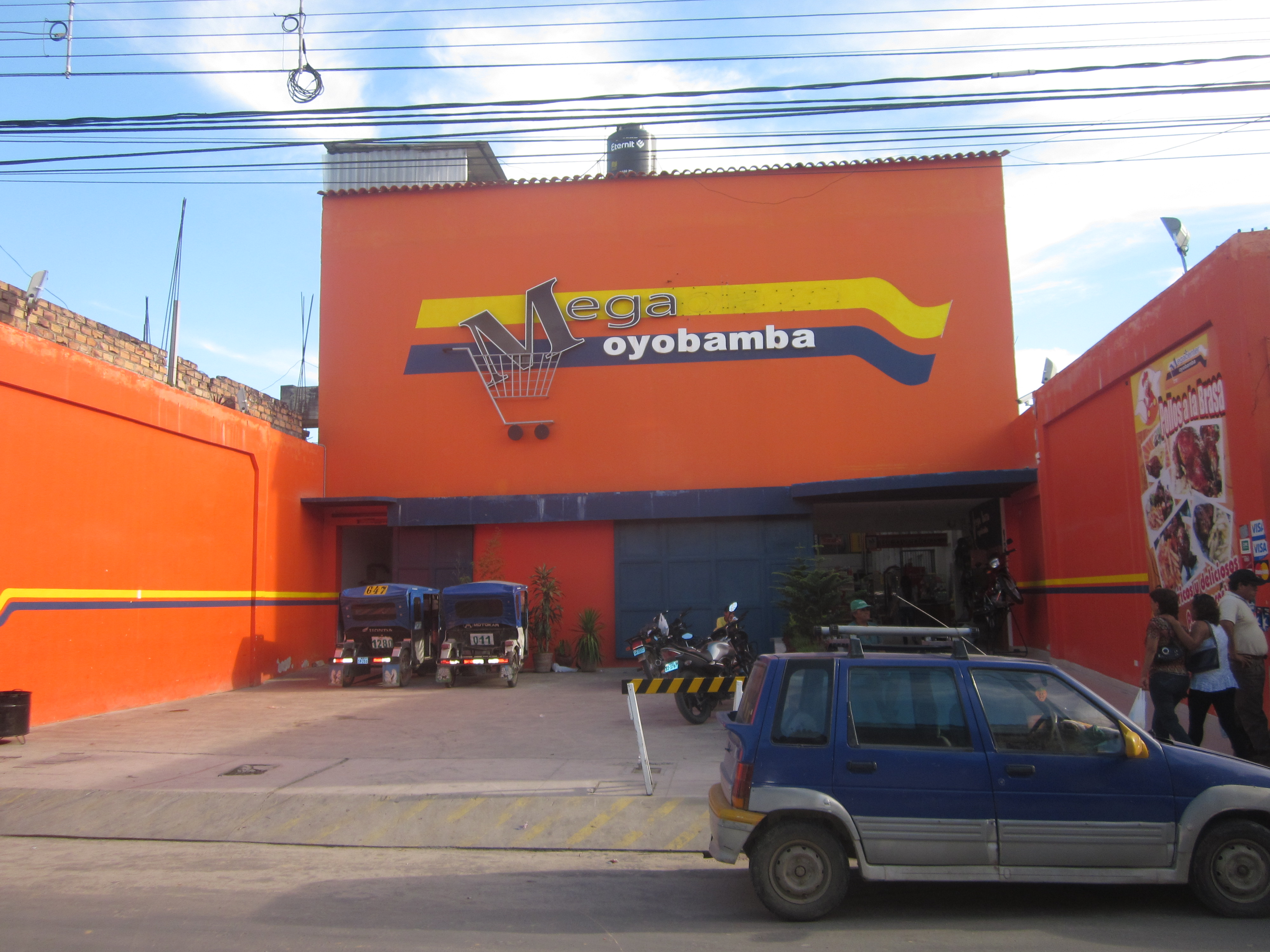
El antiguo Supermercado Omegaplaza que fue reemplazado con “Wintac”.

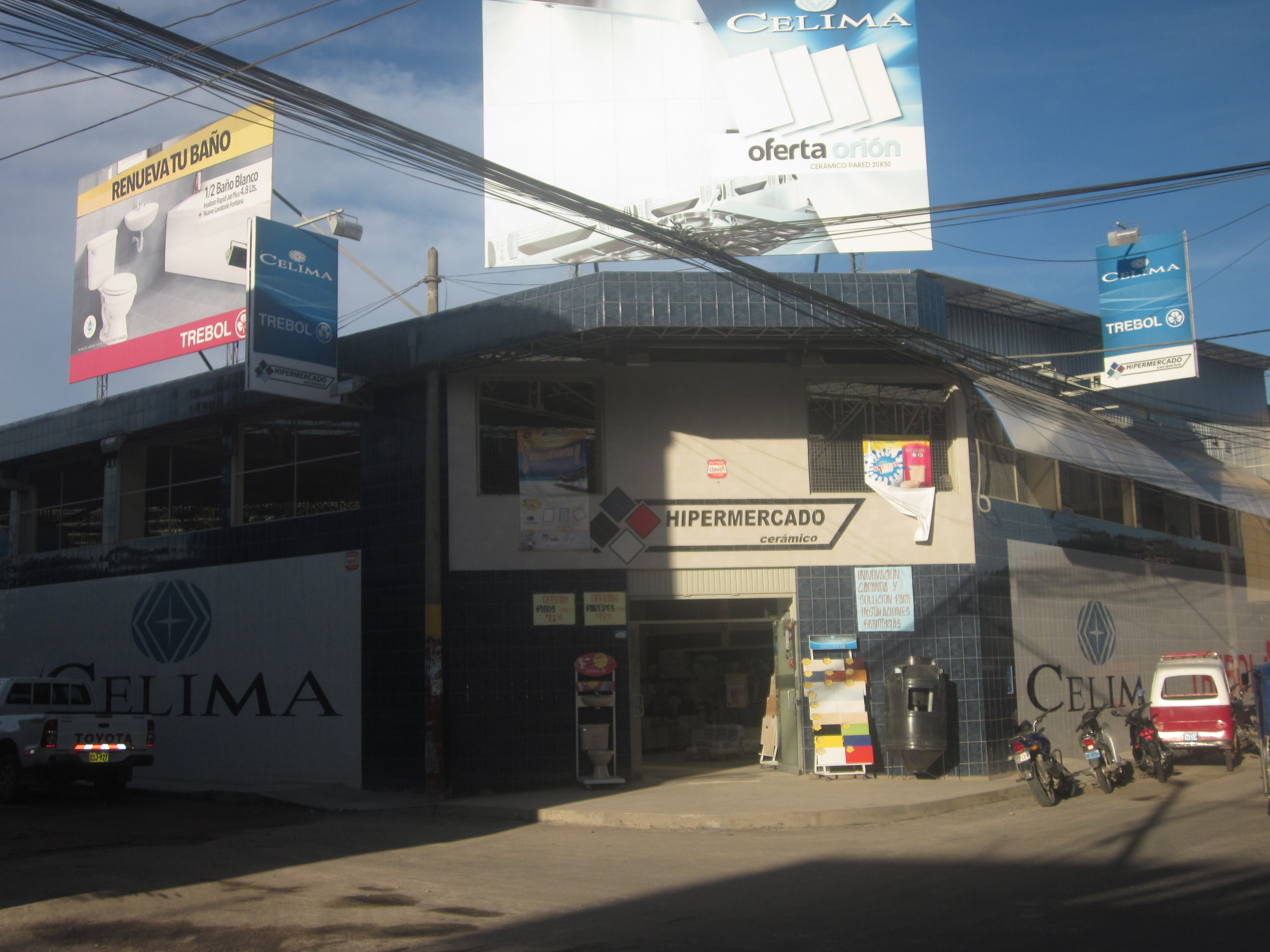
Primer Hipermercado en la Región de San Martín.

Moyobamba cuenta con una economía estable, clase media, clase (acomodada), desde los antiguos pobladores de raza blanca, mestiza y criolla hasta ahora, los inmigrantes mayormente son andinos (región de la sierra) de ellos viene la clase media a baja en Moyobamba. La minúscula presencia armenia, judía y china en la ciudad conserva la más alta tasa de educación y ranking económico del lugar y de la región en general.

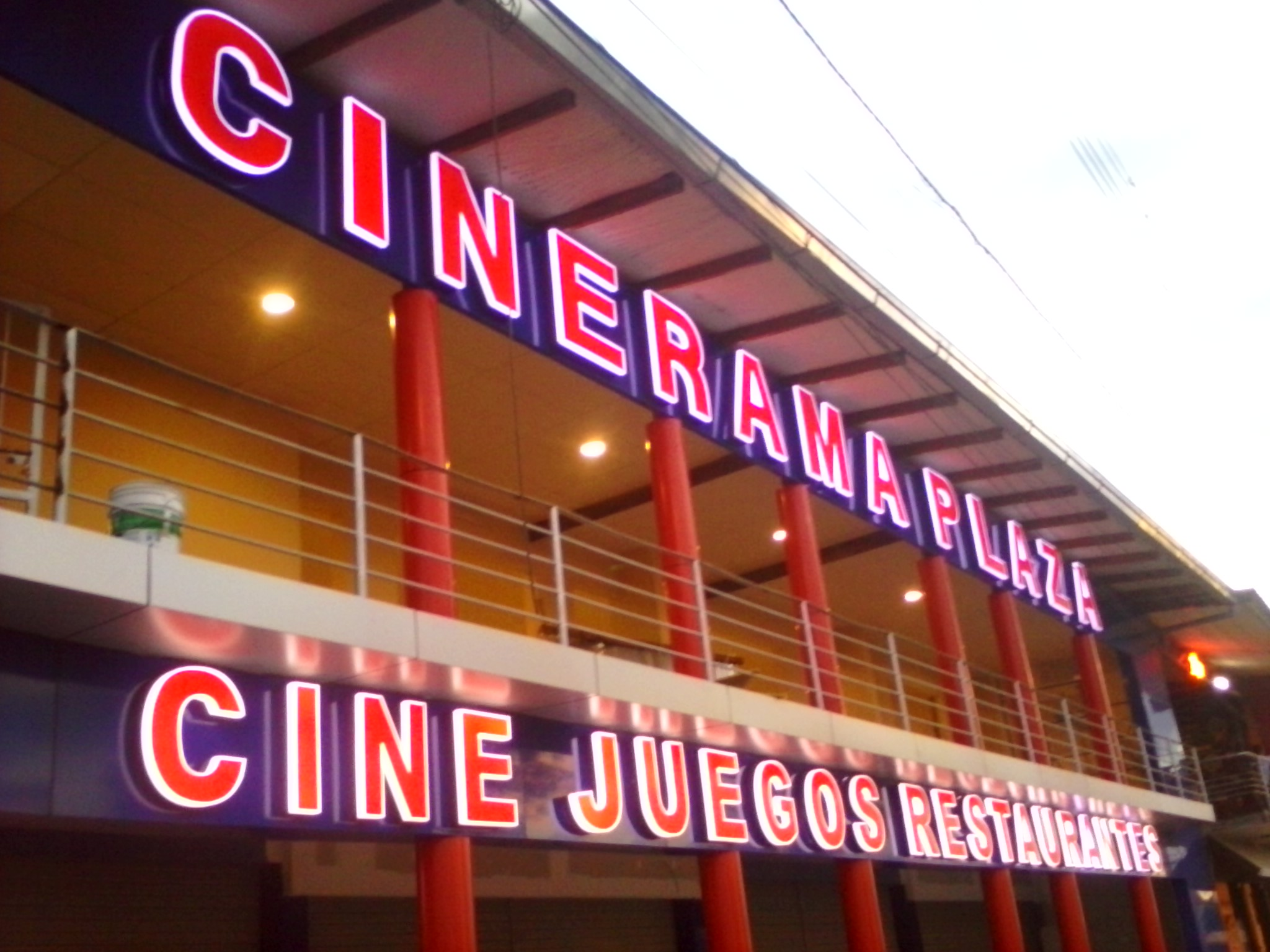
Cinerama Plaza Moyobamba.

Además, Moyobamba es una gran opción económica para el crecimiento de pequeños supermercados por ser una ciudad grande, es una ciudad donde cantidades gigantescas de personas viajan a la costa solo para comprar en los grandes hipermercados como Ripley, Plaza Vea, Tottus, Saga Falabella, Piers, etc. Lo cual fue aprovechado por los inversionistas mayoritarios, construyendo así grandes supermercados en la ciudad, una de ellas es O-Mega Plaza Moyobamba y TOTTUS-Hiperbodega precio uno Moyobamba considerado el más grande de toda la Región de San Martín, además Moyobamba cuenta con un Strip Center denominado Cinerama Plaza , único cine en Alto Mayo.

## Transportes
Además de las arterias de la ciudad, Moyobamba se comunica con todos sus distritos y centros poblados mediante varias rutas, dependientes en mayoría de la carretera “Marginal de la Selva”, denominada también Fernando Belaúnde Terry.
- Carretera Fernando Belaúnde Terry que la comunica directamente con Rioja, los Andes, el Ecuador y la costa hacia el oeste y con Tarapoto, Juanjuí y las regiones de Loreto, Huánuco y el Brasil.
- Carretera vía Soritor-Rodríguez de Mendoza-Chachapoyas, en proyecto y que la comunicará directamente con la capital del departamento de Amazonas.
- Carretera hacia Balsapuerto-Yurimaguas, en proyecto, y que la comunicará directamente con la selva baja de Loreto no aconsejable por la deforestación que ésta ocasionaría.
- Carretera hacia San José de Sisa, asfaltada y culminada. Ayuda a articular mejor la comunicación en la región.
- Carretera directa hacia Lamas, en pronta culminación.
- Carreteras, caminos y vías de herradura locales que la comunica tanto con comunidades pobladas por tribus amazónicas, con comunidades locales y con comunidades nuevas de campesinos migrantes.
- Aeropuerto Nacional del Altomayo (en construcción), 1 Hora de la ciudad de Lima
- Puerto de Moyobamba , comunica directamente las ciudades de la margen izquierda del Alto Mayo con la ciudad de Moyobamba, es utilizada comúnmente para la exportación de productos, el transporte de personas y el ecoturismo.

## Seguridad ciudadana
Actualmente, la seguridad ciudadana de Moyobamba está dentro de las prioridades urbanas más importantes debido al crecimiento turístico, y mantiene un estatus de seguridad mediana a buena.Los casos de homicidio son muy reducidos, y el índice aclara que los delitos contra el patrimonio están más presentes como los carteristas y los ladrones de motocicletas.
La Policía Municipal de Moyobamba administra el cumplimiento de las organizaciones, el cual depende de la Sub-Gerencia de Seguridad Ciudadana de la Municipalidad Provincial de Moyobamba (MPM). Moyobamba cuenta con tres comisarías que funcionan para todo su área metropolitana. La Sub-Gerencia de Seguridad Ciudadana del distrito de Moyobamba cuenta con 120 personas, entre personal operativo y administrativo. Además, cuenta con 254 efectivos policiales y 44 vehículos policiales, incluyendo 50 motocicletas. El serenazgo moyobambino, tiene 3 unidades vehiculares para vigilar la ciudad y la central de vigilancia Moyobamba equipada con 23 cámaras de vigilancia GPS.
Respecto a acciones policiales, el Plan Telaraña es un «sistema de patrullaje motorizado» diseñado por el Ministerio de Interior y la Policía Nacional del Perú. El 4 de octubre de 2012, el Comité Regional de Seguridad Ciudadana anunció una alianza estratégica con la Policía Nacional del Perú para aumentar la seguridad ciudadana en las calles aumentando el patrullase y motorizándose las 24 Horas.

### Criminalidad
Según cifras estadísticas de la Municipalidad Provincial de Moyobamba en 2011, el 39% de la población moyobambina considera la ciudad «algo insegura», con 22% afirmando que la seguridad es «algo segura», mientras un 6.5% la considera «muy segura».Hasta el 2011, el índice de homicidios descendió a 10 casos. La policía intenta bloquear las vías de escape que los delincuentes eligen para trasladarse a otros distritos de San Martín.

## Educación
En el plano educativo, la planificación de las acciones educativas, ejecución, administración y control, son responsabilidad de la Unidad de Gestión Educativa Local de Moyobamba (UGEL-M), con sede en la ciudad de Moyobamba.
El sistema educativo tiene cuatro niveles: inicial, primaria, secundaria y superior, además de las modalidades de educación ocupacional y especial.
Educación inicial
- Institución educativa (IE) 150 María Emperatriz Durango Serván
- Colegio San Pablo
- 091 Mi mundo de Fantasías
- 172 María Encarnación Loja Vásquez
- 00479 Juan Climaco Vela Reyes
- Escuela Cristiana Annie Soper
- I.E.P. Señor del Perdón
- 174 Niño Jesús de Praga
- Colegio Albert Einstein AMAE

Educación primaria
- 00475 María Lizarda Vásquez López
- 00474 Germán Tejada Vela
- 00874 San Juan de Maynas
- 00479 Juan Climaco Vela Reyes
- 00491 Monseñor Martín F. Elorza Legaristi
- 00872 Oscar Rengifo Hidalgo
- Escuela Cristiana Annie Soper
- I.E.P. Señor del Perdón
- 00594 María Encarnación del Águila Sanchéz
- Colegio Albert Einstein AMAE

Educación secundaria
- Colegio de Alto Rendimiento de San Martín (COAR-SM)
- 00474 Germán Tejada Vela
- 00874 San Juan de Maynas
- Ignacia Velásquez
- Serafín Filomeno
- Escuela Cristiana Annie Soper
- I.E.P. Señor del Perdón
- Ceba Serafín Filomeno
- Jesús Alberto Miranda Calle-Áreas Técnicas
- 00594 María Encarnación del Águila Sanchéz
- Colegio Albert Einstein AMAE

Educación Superior
- Centro de Formación Profesional SENTATI-Moyobamba
- ISFERG
- Instituto de Educación Superior Tecnológico Público Alto Mayo en miras de convertirse en la Universidad Tecnológica del Alto Mayo-UTAM[9]
- Universidad Nacional de San Martín (Facultad de Ecología)
- Universidad César Vallejo
- Universidad Alas Peruanas
- Seminario Menor y Mayor - Prelatura de Moyobamba
- Instituto de Educación Superior Tecnológico Privado Moyobamba
- Sencico
- Instituto de Educación Superior Privado San Ignacio de Pedralbes
- Instituto de Educación Superior Privado TECSEL
- Escuela de Educación Superior Público Pedagógico Generalísimo José de San Martín

Educación Especial
- Institución Educativa Especial N.º 00002[10]

## Deporte

### Fútbol
| Clubes de Fútbol  |                     |                  |           |
| Equipo            | Fundación           | Estadio          | Liga      |
| AD Tahuishco      | 25 de julio de 1982 | IPD de Moyobamba | Copa Perú |
| Atlético Belén    | 20 de abril de 1960 | IPD de Moyobamba | Copa Perú |
| Emilio San Martín | 25 de mayo de 1927  | IPD de Moyobamba | Copa Perú |
| Sargento Lores    | 13 de marzo de 1964 | IPD de Moyobamba | Copa Perú |

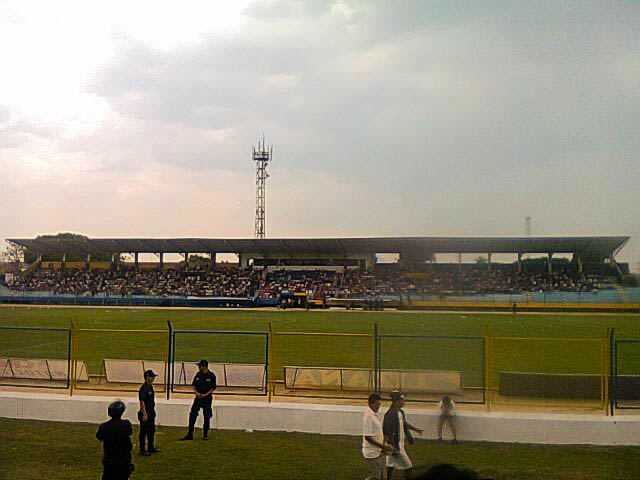
Interior del estadio IPD de Moyobamba.

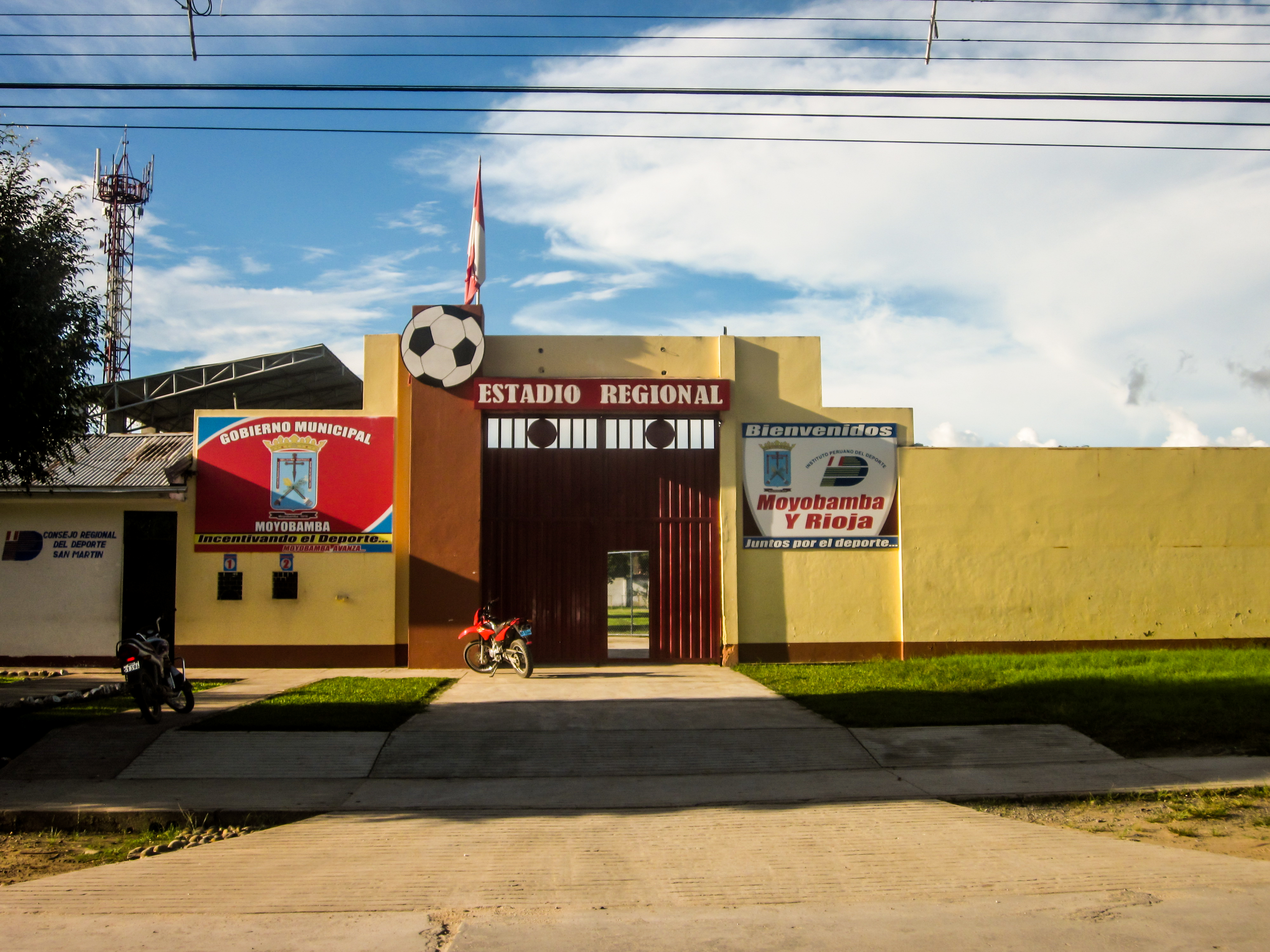
Estadio Regional del IPD en San Martín, ubicado en el barrio de Zaragoza.

El fútbol es uno de los deportes con mayor acogida en la ciudad de Moyobamba, la ciudad también cuenta con un equipo de fútbol el Atlético Belén, el cual tiene como sede el Estadio IPD de Moyobamba, participó en dos temporadas en Primera División.

### Escenarios deportivos
- Estadio IPD de Moyobamba:  Fútbol,  atletismo (10.000 espectadores).
- Coliseo Cerrado Ayaymama de Moyobamba:  Futsal,  atletismo,  vóley,  basketball. (6.000 espectadores).
- Áreas deportivas Serafín Filomeno:  Fútbol,  atletismo,   vóley,  basketball,  natación.

## Empresas de comunicación

### Señales de televisión
La televisión en Moyobamba es el principal medio de comunicación. Llega a todos los hogares tanto urbanos como rurales. Para finales de 2011 ya se habían creado 2 emisoras de transmisión para el televidente regional. En los distintos canales se encuentran exponentes de la mayor parte de los géneros y formatos televisivos.
Los canales de televisión en la localidad son:
En Señal Libre VHF:
- Canal 02: Interactiva Televisión, canal de películas, a pedido. También sale en Cable Moyobamba en el canal 92.
- Canal 4:  Moyobamba Televisión, ubicada en la antigua calle comercio de esa localidad, en sus instalaciones también funciona Estación C La Radio. Ambos medios de comunicación son propiedad del Sr. Porfirio Centurión Tapia.
- Canal 6:  Ebenezer Televisión.
- Canal 8: ATV (repetidora de la señal de Lima).
- Canal 10: TV Perú (repetidora de la señal de Lima).
- Canal 12: Red Global (repetidora de la señal de Lima).

En Cable  Cable Mundo:
- Canal 14: Royal TV, canal de publicidad las 24 horas, además cuenta con un espacio de noticias por la noche.
- Canal 15: Selva Televisión, canal con programación variada, emite series originales propiamente del canal, noticias, películas, series de otras empresas y Reality Shows, es emitida por la empresa difusora Cable Moyobamba.
- Canal 16: E&R TV, canal musical y con una programación basada en las noticias y los reportares.
- Canal 18: Atmósfera TV, un canal de noticias, entretenimiento y musical en Moyobamba.
- Canal 17: Bethel TV, canal con una programación variada, cuenta con un espacio noticioso, un espacio de diálogo sobre los problemas de la ciudad, presentación de películas, series de otras cadenas. Su transmisión es por la empresa difusora Cable Moyobamba.
- Canal 18: Unión TV, canal exclusivo de noticias, con información tanto local, regional, nacional e internacional, su transmisión inicia a las 6 y culmina a las 0.
- Canal 19: La Tele (Repetidora de la ciudad de Lima).
- Canal 20: TV Cine, canal con programación de Noticias y películas de estreno.
- Canal 21: Genios TV, canal con programación variada, cuenta con espacios noticiosos, y películas, es propiedad de Génesis Tuesta Vela.
- Canal 22: Planeta TV, canal enfocado a revalorizar las costumbres, personajes típicos, lugares turísticos y acontecimientos que suceden a diario en la ciudad de Moyobamba, contamos con bloques informativos que se difunden en diversos horarios de la programación, series, dibujos en una programación muy bien estructurada, con horarios puntuales de inicio y final de cada secuencia y de las tandas publicitarias, es el único canal en la Región San Martín que tiene esta característica (no común en provincias del país) además cuenta con el asesoramiento y producción incondicional y exclusiva de Productora Otorongo.
- Canal 23: Antena Televisión, canal con programación variada, cuenta con espacios noticiosos, espacios de diálogo con autoridades tanto locales como regionales, programas Talk Shows, y películas variadas, su transmisión inicia a las 5 a. m. con las noticias y termina a las 12 PM con “La Banca 13”(Talk Show).
- Canal 24: W TV (Wilson TV), canal con programación única de películas y espacio noticioso. Solo está disponible en la empresa difusora Cable Moyobamba.
- Canal 24: Activa Televisión, Canal con programación juvenil u farandulero, solo disponible en la empresa difusora Cable Moyobamba.
- Canal 25: Moyo Deportes (Moyo TV), Canal deportivo que cubre las distintas disciplinas deportivas Liga1, Liga2, Copa Perú, Juegos laborales, Juegos Escolares Deportivos y ParaDeportivos, fomentando el deporte en todas sus disciplinas, revalorizando las costumbres y brindando información de primera mano.
- Canal 64: EWTN Eternal Word Television Network y Canal San Gabriel (repetidora de la señal principal de Estados Unidos), los domingos presentan en vivo la Santa Misa desde la Catedral de Santiago Apóstol (Moyobamba).
- Canal 84: Bethel Televisión, canal religioso evangélico.

### Señales radiales
Dentro de esta lista se menciona una gran cantidad de sistemas radiales de transmisión local y nacional. Actualmente, las empresas en la localidad son:
En AM:
- 1250 kHz: EWTN Radio.

En FM:
- 88.3 MHz: Radio La Karibeña (Emisora con cobertura nacional - Repetidora de la ciudad de Lima).
- 88.9 MHz: Radio Panamericana (Emisora con cobertura nacional - Repetidora de la ciudad de Lima).
- 90.1 MHz: Radio Latina.
- 92.3 MHz: Radio Atmósfera.
- 92.9 MHz: Interactiva Radio.
- 93.7 MHz: Radio Selva.
- 94.5 MHz: Radio Bethel (Emisora con cobertura nacional - Repetidora de la ciudad de Lima).
- 95.1 MHz: Radio Líder.
- 95.7 MHz: Radio Nacional del Perú (Emisora con cobertura nacional - Repetidora de la ciudad de Lima).
- 96.3 MHz: Radio Programas del Perú (Emisora con cobertura nacional - Repetidora de la ciudad de Lima).
- 96.9 MHz: Radio María (Emisora con cobertura nacional - Repetidora de la ciudad de Lima).
- 97.5 MHz: Radio La Zona (Emisora con cobertura nacional - Repetidora de la ciudad de Lima).
- 98.1 MHz: Radio Exitosa (Emisora con cobertura nacional - Repetidora de la ciudad de Lima).
- 99.1 MHz: Selecta Radio.
- 100.7 MHz: Radio Candela.
- 101.7 MHz: Radio Stereo TV.
- 102.3 MHz: Radio Tropical.
- 103.5 MHz: Radio Ebenezer.
- 104.7 MHz: Radio Fuego.
- 106.3 MHz: Estación C La Radio.
- 106.9 MHz: Radio La Ribereña (Emisora con cobertura nacional - Señal local).
- 107.3 MHz: Radio Sensación.

### Medios digitales
Moyobamba también cuenta con medios digitales de información como: 
- Moyobamba Noticias y comentarios.
- Moyobamba Transmisiones EnVivo
- Teleselvática
- Diario Amanecer

## Ciudades hermanadas
- Toledo, España.
- Bilbao, España.
- Iquitos, Perú.
- Arequipa, Perú.
- Loja, Ecuador.
- Manaos, Brasil.